# Codice MDS
Un codice MDS (Maximum Distance Separable) è un codice per cui la diseguaglianza di Singleton vale come uguaglianza, ovvero:
{\displaystyle \ |C|={\frac {2^{n}}{\sum _{k=0}^{e}{n \choose k}}}}
Dove:
- {\displaystyle \ C} è un Codice binario, sottoinsieme di uno spazio di Hamming a dimensione n:

{\displaystyle \ C\subseteq H[n,2]}
Il cui generico elemento è {\displaystyle \ x=(x_{1},x_{2},...,x_{n})} con {\displaystyle \ x_{i}\in \left\{0,1\right\}}
- {\displaystyle \ e} è il massimo numero di errori che il codice è in grado di correggere, ovvero detta {\displaystyle \ d(C)} la distanza minima del codice:

{\displaystyle \ d(C)\geq 2e+1}
Una volta definite la distanza tra due parole x e y di {\displaystyle \ H[n,2]}: 
{\displaystyle \ \rho (x,y):=|\left\{i:x_{i}\neq y_{i}\right\}|}
e l'insieme sfera di centro c e raggio r comprendente le parole di {\displaystyle \ H[n,2]} aventi distanza da {\displaystyle \ c} minore o uguale a r:
{\displaystyle \ S(c,r):=\left\{x\in H[n,2]:\rho (x,c)\leq r\right\}}
La prima relazione implica che l'intero spazio {\displaystyle \ H[n,2]} è partizionabile in sfere di raggio {\displaystyle \ e} centrate su elementi del codice {\displaystyle \ C}, ovvero non esistono elementi di {\displaystyle \ H[n,2]} che non cadano in una (e una sola) sfera di raggio {\displaystyle \ e} centrata su un qualche elemento {\displaystyle \ c\in C}.